# 克里斯努瓦
克里斯努瓦（法語：Crisenoy，法語發音：[kʁiznwa] ⓘ）是法国塞纳-马恩省的一个市镇，属于默伦区。

## 地理
克里斯努瓦（48°35'44"N, 2°44'37"E）面积12.87 平方千米，位于法国法蘭西島大區塞纳-马恩省，该省份为法国北部内陆省份，北起瓦兹省，西接埃松省、马恩河谷省、塞纳-圣但尼省和瓦兹河谷省，南至卢瓦雷省，东南接约讷省，东临马恩省和奥布省，东北接埃纳省。
与克里斯努瓦接壤的市镇（或旧市镇、城区）包括：耶布勒、昂德勒泽勒、尚德伊、富瑞、穆瓦斯奈。

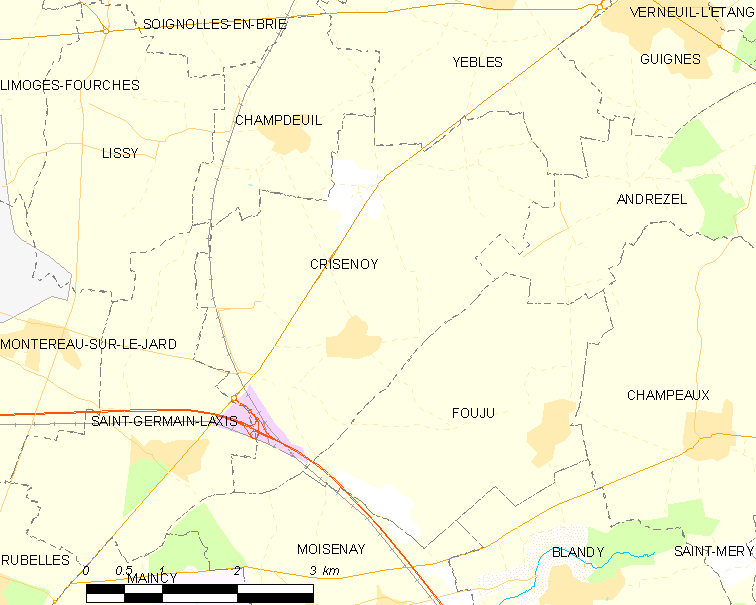
克里斯努瓦的OSM定位图

克里斯努瓦的时区为UTC+01:00、UTC+02:00（夏令时）。

## 行政
克里斯努瓦的邮政编码为77390，INSEE市镇编码为77145。

## 政治
克里斯努瓦所属的省级选区为楠日县。

## 人口

1962-2008年间克里斯努瓦人口变化图示

克里斯努瓦于2022年1月1日时的人口数量为595人。